# Thomas Brunner
Ne doit pas être confondu avec Thomas Brunner (homme politique).
Pour les articles homonymes, voir Brunner.
Thomas Brunner (baptisé le 22 août 1821 à Oxford, Angleterre, décédé le 22 avril 1874 à Nelson, Nouvelle-Zélande) est un géomètre-expert anglais et un explorateur, célèbre avant tout pour avoir exploré les régions côtières occidentales de l'Île Sud de la Nouvelle-Zélande.
La ville de Brunner (Nouvelle-Zélande) et le Lac Brunner, sur l'Île Sud, sont nommés à la mémoire de Thomas Brunner.

## Biographie
En 1836, âgé de quinze ans, Brunner est envoyé pour apprendre la topographie chez un architecte local et un expert, Thomas Greenshields. Cinq ans plus tard, en 1841, il est engagé par la Compagnie de Nouvelle-Zélande en tant qu'apprenti topographe et rejoint un groupe de colons voyageant pour établir un campement à Nelson, Nouvelle-Zélande. Le 9 septembre, ils atteignent le port Nicholson et traversent le Détroit de Cook jusqu'au nouveau site, en arrivant le 4 novembre.
Pendant deux ans, Brunner aide à la mise en place du nouveau village. Pendant ce temps, la colonie  commence à s'approprier de plus en plus de la proche plaine de Wairau, mais après le Massacre de Wairau en 1843, le campement est forcé de s'éloigner vers le sud où se trouvent plus de terrain agricole. Brunner, travaillant avec Kehu, un Māori avec qui il a lié amitié, fait partie de ceux qui explore la région. En février de 1846, lui, Kehu, Charles Heaphy et William Fox explore les parties supérieures du Fleuve Buller autant que du Fleuve Maruia, avant que le manque de provisions ne force leur retour. Trois semaines plus tard, le groupe, moins Fox, quitte Nelson pour une expédition de cinq mois localisant la côte occidentale de l'Île Sud aussi loin au sud qu'Hokitika. Pendant ce temps, Brunner et Heaphy sont les premiers européens à visiter les  villages Poutini Ngāi Tahu à Taramakau, Arahura et Mawhera (maintenant Greymouth). Ils ont aussi identifié le Mont Cook d'Aoraki comme la plus haute montagne de la Nouvelle-Zélande.
En décembre 1846, Brunner commence ce qui sera son expédition la plus ardue et la plus longue, suivant le Fleuve Buller jusqu'à la mer et la côte ouest aussi loin que Milford Sound. Son groupe et lui ont aussi cherché un passage à travers les Alpes du Sud (Nouvelle-Zélande). Vers la fin de l'année suivante, ils revinrent à Mawhera et au début de 1848  commença   le voyage du retour à Nelson, via les Grey River valley et rivière de Inangahua. Pendant ce voyage, le groupe se trouva à court de provisions et ils ont dû tuer le chien pour le manger. Alors qu'il se trouve dans la Buller Gorge, Brunner subit apparemment une attaque cérébrale, qui le laisse paralysé sur un côté de son corps. Malgré tout avec l'aide de Kehu et du reste du groupe, il réussit à atteindre la ville de Nelson en juin 1848. 
En plus des renseignements sur la côte ouest, Brunner a informé la colonie que du charbon se trouvait dans la Grey River valley.
Quand la nouvelle de ses exploits arriva en Angleterre, la Société Royal de Géographie le récompensa par la médaille de protecteur en 1851.
Cependant, la mauvaise santé de Brunner l'empêcha de continuer ses expéditions, bien que plus tard il retourna au loin sur la côte ouest pour  se reposer dans les colonies qui deviendront aujourd'hui les villes de Greymouth et Westport. Il se retira en 1869 et mourut le 22 avril 1874 à Nelson.
Un large groupe de Māori assista à ses funérailles dans la Cathédrale de Nelson, incluant son ami de longue date Kehu.